# Dynastie macédonienne

Empire byzantin en 1025, à la mort de Basile II.

Macédoine dans les thèmes byzantins, en 1045.

La dynastie macédonienne (en grec : Μακεδονική Δυναστεία) a régné pendant presque deux siècles à Constantinople, soit de 867 à 1057. Elle doit son nom à son fondateur, Basile Ier qui naquit dans le thème byzantin de Macédoine (district administratif correspondant à la région d'Andrinople en Thrace),. Elle a compté plus de vingt souverains, certains accédant au trône par usurpation ou par mariage.
Le nom même de « dynastie macédonienne » a porté à controverse, certains auteurs soutenant que son fondateur était de descendance arménienne,, certains autres slave, ou « arméno-slave ». C’est pourquoi quelques-uns comme George Bournoutian et Mack Chahin se réfèrent à elle comme à la « dynastie arménienne ».
Cette période, que George Ostrogorsky qualifiait d’« apogée de l’Empire byzantin » (en la faisant partir du règne de Michel III), verra après la perte des possessions byzantines d’Italie, les querelles suscitées par la crise iconoclaste et la lutte contre les invasions perses et arabes, un renouveau qui devait se traduire par la création d’une nouvelle zone d’influence chez les Slaves grâce à la christianisation des populations, une renaissance culturelle que l’on a qualifiée de « renaissance macédonienne », caractérisée par la résurgence des idéaux, concepts et formes d’art de l’Antiquité classique, une croissance économique ainsi qu’une expansion politico-militaire rétablissant la puissance de l’empire en Méditerranée, reculant ses frontières vers l’Est et se soumettant à nouveau les Balkans.

## Contexte historique
La dynastie amorienne n’avait régné qu’un peu moins de cinquante ans, soit de 820 à 867. Cette période avait été marquée par divers conflits religieux dont le principal fut celui de l’iconoclasme qui se terminera lorsque l’impératrice Théodora (r. 842 - 856) rétablira le culte des images. La nomination du haut-fonctionnaire Photios comme patriarche marquera le début d’un schisme entre Rome et Constantinople sous Michel III. Par ailleurs, si les missions de Cyrille et Méthode contribuèrent à faire entrer les Slaves dans l’orbite de Byzance, le khan bulgare profitera des tensions entre Rome et Constantinople pour affirmer son indépendance en créant une Église nationale.
Sur le plan intérieur, on assistera au sein de l’empire à une extension des thèmes en Orient ainsi qu’à un renouveau du savoir avec des personnages tels que Theoktistos, le César Bardas, Léon le Mathématicien et la création de l’université de la Magnaure, renouveau qui rendra possible la « Renaissance macédonienne ».
Sur le plan extérieur, l’empire s’était recroquevillé sur lui-même, les Arabes continuant leur progression en Crète, en Sicile et dans le sud de l’Italie, sans toutefois faire de gains significatifs en Asie Mineure.
Le dernier empereur de cette dynastie, Michel III dit l'Ivrogne (r. 842 - 867), longtemps tenu à l’écart du pouvoir par sa mère Théodora (r. 842 – 856) délégua pendant nombre d’années les soucis du pouvoir à son oncle, le César Bardas, passant son temps lorsqu’il n’était pas à la guerre à se divertir avec des athlètes parmi lesquels il remarqua un dompteur de chevaux et lutteur extraordinaire du nom de Basile dont il fit son nouveau favori et garde du corps,. Mais Basile n’était pas seulement doté de capacités physiques extraordinaires ; il possédait aussi une ambition débordante. Au cours d'une expédition contre les Arabes, Basile réussit à convaincre Michel III que son oncle, le César Bardas, complotait pour s'emparer du trône et, avec l'accord de l'empereur, Basile assassina celui-ci le 21 avril 866. Devenu la personnalité la plus en vue de la cour, il fut bientôt investi du titre de césar, devenu vacant avec la mort de Bardas, et fut couronné coempereur le 26 mai 866,. Toutefois, lorsque Michel III porta son attention vers un autre courtisan, Basiliskianos et menaça de lui donner également le titre de coempereur Basile se sentit menacé et, dans la nuit du 23 au 24 septembre 867, lui et un groupe de compagnons s'introduisirent dans les appartements impériaux et assassinèrent l’empereur. À la suite de la mort de Michel III, Basile, déjà couronné coempereur, devint immédiatement basileus, mettant ainsi fin à la dynastie amorienne,,.

## BasileIer(r. 867-886)

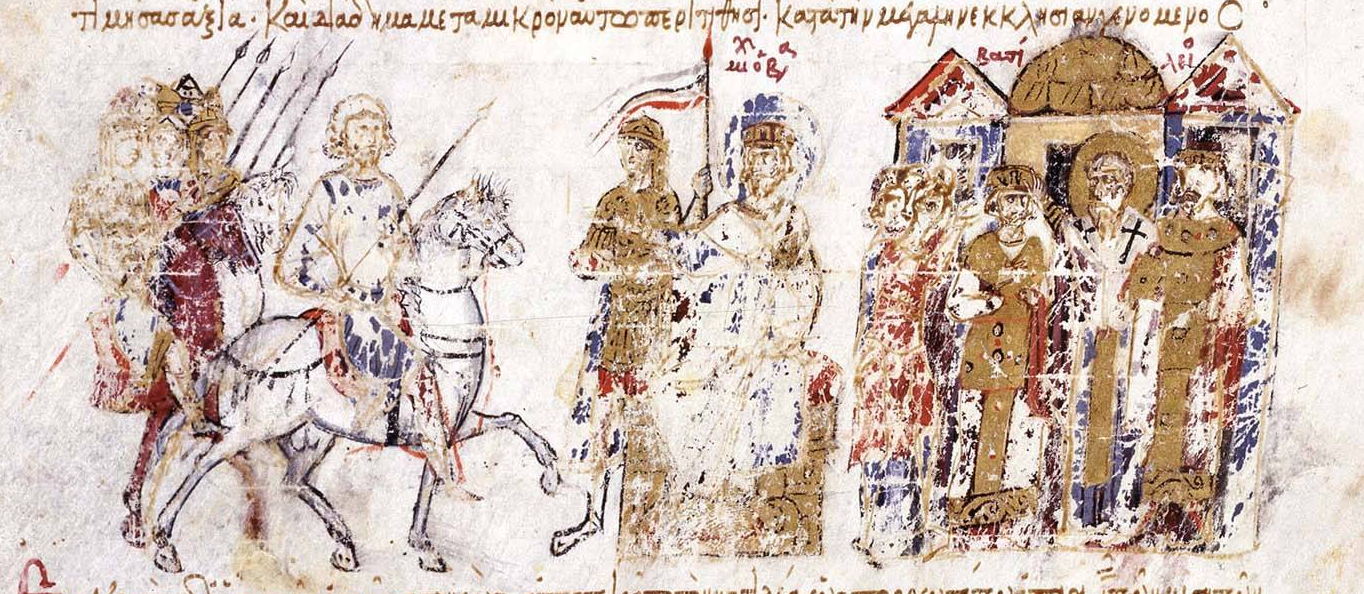
Le couronnement de Basile Ier comme coempereur (Manuscrit Madrid Skylitzès).

Il n'y eut que peu de réactions à Constantinople après l’annonce de la mort de Michel III, les fonctionnaires lui reprochant son total manque d'intérêt pour les devoirs qui incombaient à sa charge alors que son manque de ferveur religieuse lui avait aliéné la population en général. En dépit du fait qu'il n'ait eu aucune éducation formelle ni expérience militaire ou administrative, Basile montra dès ses débuts qu'il entendait gouverner pour le bien de l'État et, ayant dédié lors de son couronnement sa couronne au Christ, il maintint tout au long de son règne une réputation de piété et d'orthodoxie.
Sur le plan domestique, Basile choisit de ne pas répudier l'épouse que lui avait imposée Michel III, Eudocie Ingerina. Ayant déjà eu un fils de sa première épouse, appelé Constantin, il s'empressa de couronner celui-ci comme coempereur en 869 et fit de même avec Léon, le fils d’Eudocie dont le père était Michel III en 870.
Dès le début de son règne, Basile Ier s'attaqua à une réforme du droit. Première tentative de réforme depuis Justinien Ier, l'Eisagoge (en grec : Εἰσαγωγή [τοῦ νόμου], Introduction [à la loi]), aussi appelé Epanagoge (en grec : Ἐπαναγωγή, Mise au point) fut promulgué en 886. Complété sous le règne de Léon VI le Sage et intitulé Basilika, ce nouveau code demeurera le fondement du droit byzantin jusqu’à la conquête par les Ottomans.
De retour après le long interlude de l’iconoclasme, la paix religieuse avait été compromise dans l’empire par la nomination d’un ancien haut-fonctionnaire, Photios, comme patriarche de Constantinople après le renvoi d’Ignace qui avait eu maille à partir avec le César Bardas. Le pape Adrien II avait donné raison aux partisans d’Ignace. Pour rétablir la paix religieuse à l'intérieur de l'empire, Basile renvoya Photios en poste depuis deux mois et rappela Ignace. Ce faisant, Basile cherchait aussi à créer une alliance avec le pape, ainsi qu'avec l'empereur germanique, pour protéger les positions byzantines dans le sud de l'Italie et en Sicile, sérieusement compromises par l'avancée des Arabes qui devaient conquérir Malte en 870. Photios devait toutefois revenir en grâce et, après un court exil, être nommé précepteur des princes Constantin et Léon, avant de succéder à Ignace après la mort de celui-ci en 877.
En politique étrangère Basile porta d’abord son attention vers la partie orientale de la Méditerranée où des pirates avaient fait leur apparition en 867. Les villes dalmates et les tribus slaves qui avaient vu leurs liens avec Byzance se relâcher pendant la crise iconoclaste firent appel à la marine byzantine qui réussit à refouler les assaillants vers l’Italie du Sud. L'autorité de l'Empire byzantin fut ainsi rétablie sur le littoral oriental de l'Adriatique permettant la création du thème de Dalmatie et une rapide diffusion du christianisme dans la région.
La flotte byzantine put alors porter ses efforts vers le sud de l'Italie pour contrer les avances des Arabes. Mais l’alliance que voulait conclure Basile avec Louis II de Germanie (roi d'Italie : 844 – 876 ; empereur d'Occident : 850 - 876) qui contrôlait le nord et le centre de l'Italie n’eut pas les effets escomptés, Louis II comptant garder pour lui des territoires, comme Bari, que Constantinople voulait reprendre,.
La tragédie devait frapper Basile Ier en 879 lorsque son fils aîné, Constantin, mourut. Basile promut son fils cadet, Alexandre, au rang de coempereur au même titre que Léon. Les relations avaient toujours été difficiles entre Léon et Basile, l'empereur n'aimant guère ce garçon, fils selon toutes les apparences de Michel III et qui montrait plus de dispositions pour l'étude que pour la chose militaire. Aussi, lorsqu’un proche de Photios accusa Léon de vouloir assassiner l'empereur, ce dernier ne dut qu'à l'intervention du patriarche de ne pas être aveuglé. Confiné au palais, il ne fut rétabli dans ses droits que peu avant la mort de Basile le 29 août 886 à la suite d'un accident de chasse,.

## Léon VI (886-912)

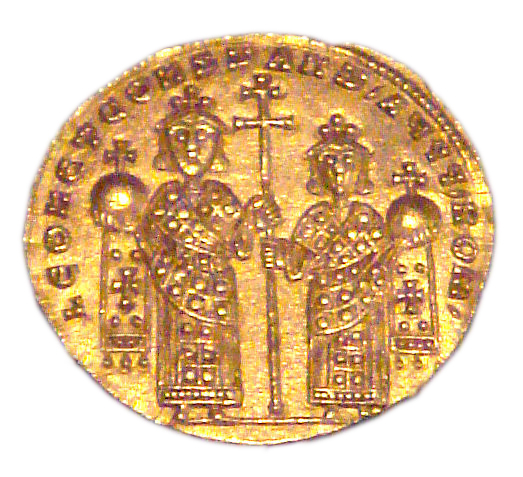
Solidus de Léon VI montrant l’empereur avec son fils, le futur Constantin VII.

À la mort de Basile Ier, Léon accéda au pouvoir, partageant théoriquement celui-ci avec son frère Alexandre, mais sans lui donner de rôle dans le gouvernement de l’empire,.
L'un des premiers gestes de l’empereur sera de transférer en grande pompe les restes de Michel III vers le mausolée impérial de l'église des Saints-Apôtres de Constantinople, accréditant ainsi dans l'opinion publique la rumeur selon laquelle lui-même se considérait fils du prédécesseur de Basile,. Sa propre vie privée devait par la suite créer de graves difficultés entre lui et l’Église. Sur ordre de son père, il avait d'abord dû épouser en 886 Théophano Martinakia, une cousine de sa mère, laquelle délaissée par son mari, mourut dans un couvent en 896 après lui avoir donné une fille. Devenu veuf, il se remaria en 898 avec sa maîtresse de toujours, Tzaoutzina, qui mourut en 899 après lui avoir également donné une fille. Le litige avec l’Église commença en 900 lorsqu’il força le nouveau patriarche, Antoine II Cauléas, à lui donner la dispense nécessaire pour un troisième mariage, l’Église d’Orient n’autorisant que deux mariages pour perpétuer la famille. Ce mariage permit la naissance d’un héritier mâle, Basile, qui décéda le mois même de sa naissance. Aux yeux de l’Église, un quatrième mariage était pure fornication. C’est pourquoi Léon VI épousa en secret Zoé Carbonopsina, avant de la proclamer en public épouse et impératrice. La fureur de l'Église éclata au grand jour. Devant l’intransigeance du patriarche Nicolas Ier, l’empereur le remplaça par son ancien directeur de conscience, Euthyme Ier, et sollicita directement du pape Serge III l’autorisation nécessaire. De cette union naîtra en 905 le futur Constantin VII Porphyrogénète,.
Sur le plan intérieur, Léon VI porta à bien la grande réforme du droit entreprise sous Michel III. Aux Basiliques, écrites en grec, s’ajouta une collection de 113 édits, les Novelles qui, abolissant les privilèges des curies et du Sénat, concentrèrent l'administration impériale entre les mains du souverain et de son appareil bureaucratique. Parallèlement (et on peut voir là l’influence de Photios), elles définissaient le fonctionnement de l’Église et les rapports devant exister entre l’empereur et le patriarche,.
Confronté à de nombreux ennemis à la fois, Léon VI n’obtint pas les mêmes succès en politique étrangère. La longue paix avec la Bulgarie prit fin avec l’avènement de Siméon Ier en 893 à la suite d'un conflit commercial. L’année suivante Siméon passa à l’offensive et défit les Byzantins qui demandèrent l’aide de nouveaux arrivants dans la région, les Magyars, contre lesquels les Bulgares firent appel aux Petchénègues. La bataille de Bulgarophygon en 896 confirma la supériorité des Bulgares qui en profitèrent pour affirmer l’indépendance de leur Église,.
Les Arabes tirèrent profit de cette guerre tant en Occident qu’en Orient. Ainsi Léon VI perdit le dernier point d'appui byzantin en Sicile en 902 avec la prise par les Arabes de Taormine et dut défendre Thessalonique en 904, alors que ceux-ci razziaient l’Arménie et s’avançaient en Cilicie,.
À leur tour, les Rus’ de Kiev, réclamant des avantages commerciaux, vinrent assiéger Constantinople en 907, guerre qui se terminera en 911 par la signature d’un traité commercial marquant le début officiel des relations commerciales entre les deux puissances.
C’est au retour d’une campagne contre les Arabes en 912 visant à reprendre la Crête que Léon tomba malade et mourut, laissant le trône à son frère Alexandre.

## Alexandre et Constantin VII (912-913)
Dès qu’il fut seul empereur (Constantin VII n'ayant alors que sept ans), Alexandre fit de son mieux pour se démarquer de son frère. Il commença par utiliser le terme d’« autocrator » (αὐτοκράτωρ πιστὸς εὑσεβὴς βασιλεὺς) sur ses monnaies pour marquer la fin des trente-trois ans passés comme coempereur ; il renvoya la plupart des conseillers de Léon, déposa le patriarche Euthyme et fit enfermer l’impératrice Zoé Karbonopsina dans un couvent. Nicolas Ier Mystikos, qui s’était opposé au quatrième mariage de Léon, fut rappelé comme patriarche,.
Durant son court règne, Alexandre se trouva aux prises avec les forces d’Al-Muqtadir en Orient et provoqua une guerre avec Siméon de Bulgarie en refusant de payer le tribut annuel prévu par le traité de 896,.
Il ne devait pas voir la tempête qui allait s’ensuivre : il mourut d’épuisement après une joute de tzykanion le 6 juin 913.

## Constantin VII (912-959)

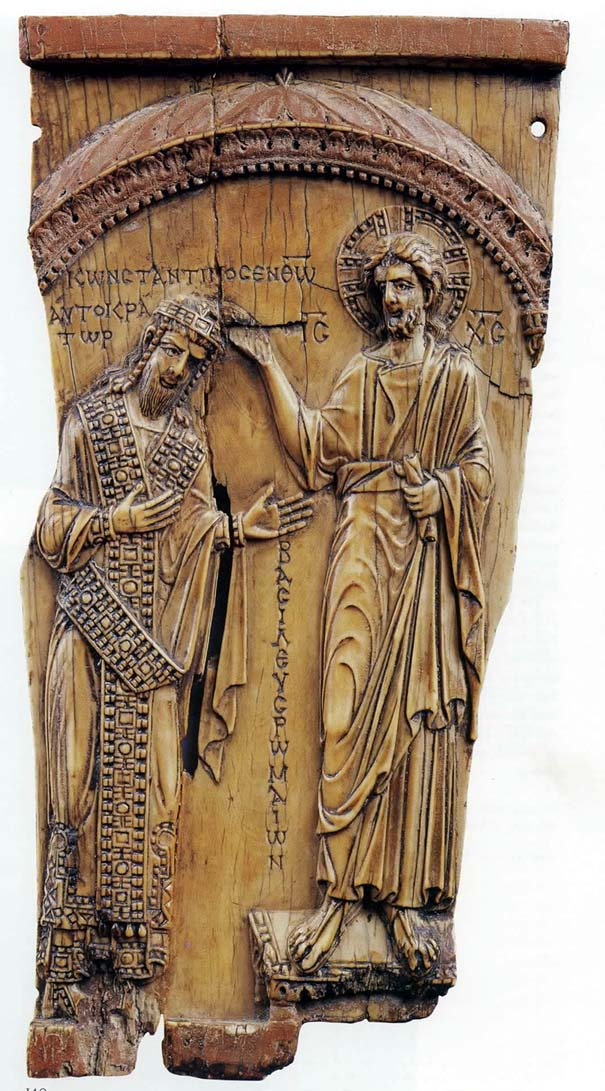
Le Christ couronnant Constantin VII (ivoire, 945, musée Pouchkine).

Né en 905, Constantin n’avait encore que huit ans à la mort de son oncle. Un conseil de régence fut alors constitué présidé par l’impératrice Zoé qui dut bientôt faire appel à l’amiral Romain Lécapène pour éviter un coup d’État. Celui-ci prit soin de marier d’abord sa fille, Hélène Lécapène, à Constantin avant de s’emparer lui-même du pouvoir en 920, et de renvoyer Zoé Karbonopsina dans un couvent. De tempérament intellectuel, épris d’histoire, Constantin passa ses années d’inactivité à écumer les bibliothèques, colligeant tout ce qu’il pouvait trouver sur l’histoire, l’administration et le cérémonial adopté par les empereurs précédents,. Il devait en résulter le premier volume du « De Ceremoniis ». C’est aussi pendant ces années que sa femme lui donna deux fils, Léon et Romain, le premier devant mourir en bas âge.
Si Constantin conserva le titre impérial durant cette période, il prit la deuxième place après celui qui était devenu Romain Ier Lécapène (r. 920 – 944) et même après le fils de ce dernier, Christophe. Ce n’est qu’en 944, après la mort de Romain Lécapène, que Constantin parvint à exercer véritablement le pouvoir à l’âge de trente-neuf ans.
L’un de ses premiers gestes fut de couronner son fils Romain comme coempereur et seul héritier. Ayant toujours considéré son beau-père comme un ignare inculte, Constantin se tourna vers une famille rivale des Lécapène, celle des Phocas. Bardas Phocas l'Ancien fut nommé général des armées d'Orient, tandis que ses fils Nicéphore II Phocas et Léon Phocas le Jeune deviennent stratèges des Anatoliques et de Cappadoce. Toutefois, et en dépit de son inimitié pour Romain Lécapène, Constantin poursuivit les réformes entreprises par celui-ci en faveur des petits propriétaires paysans, ordonnant même en 947 que soient restituées sans compensation toutes leurs terres acquises par la grande aristocratie terrienne depuis le début de son règne, en 913.
Sur le plan extérieur, Constantin comme ses prédécesseurs dut faire face aux Arabes. Ses tentatives en 949 pour leur reprendre la Crète échouèrent de même que les forces qu’il envoya dans le sud de l’Italie où les Arabes occupèrent Rhegium. Il eut plus de succès en Orient où des généraux comme le futur Jean Ier Tzimiscès, Léon Phocas et Basile Hexamilitès réussirent peu à peu à mettre en échec les forces de Sayf al-Dawlah,. La visite de la princesse russe Olga en 957 devait inaugurer une nouvelle ère dans les relations entre la Rus’ et Byzance qui se renforceront lors de la conversion de son pays au christianisme sous le petit-fils d’Olga, Vladimir,.

## RomainIerLécapène (920-944)

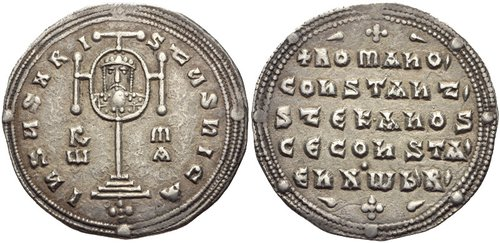
Miliaresion portant au recto, le buste de Romain dans un médaillon, au verso les noms des coempereurs Romain Ier, Constantin VII, Étienne et Constantin Lécapène.

Le règne de Romain Ier Lécapène inaugure la période pendant laquelle des généraux épouseront des impératrices de la dynastie macédonienne pour préserver les droits des héritiers légitimes, fiction qui permet à la dynastie de se maintenir sur le trône.
Comme Basile Ier avant lui, Romain Lécapène s’était hissé du rang de simple soldat à celui de général devenant d’abord stratège du thème de Samos, puis drongaire de la flotte.
Brillant militaire, mais également fin diplomate, Romain aidé par le patriarche Nicolas le Mystique réussit à contenir la menace bulgare. Siméon de Bulgarie avait espéré accéder au trône de Constantinople en mariant sa fille avec le coempereur Constantin VII. Le mariage de celui-ci avec la fille de Romain Lécapène faisait disparaître cet espoir. La guerre commencée à l’été 919 devait se poursuivre jusqu’en septembre 924, moment où après avoir ravagé la Thrace et la Macédoine, Siméon apparut devant Constantinople. Au terme d’une rencontre entre Romain Ier et Siméon Ier, il fut entendu que Siméon pourrait porter le titre de Basileus à condition de limiter la portée de ce titre à la Bulgarie. Ceci n’empêcha nullement Siméon de se proclamer à son retour « autocrator des Bulgares et des Grecs » et, face aux protestations de Romain, de s’adresser au pape dont il reçut confirmation à la fois du titre impérial et de l’élévation de l’archevêque de Bulgarie au rang de patriarche, créant ainsi une Église nationale bulgare,.
Romain Lécapène dut aussi affronter les Rus’ qui, avec leurs alliés Petchenègues, avaient envahi en 941 la Bithynie. Arrivés devant Constantinople, les envahisseurs durent se retirer après que la flotte de l’empereur Romain Ier a fait usage du feu grégeois. Une deuxième campagne devait être lancée en 943 ou 944 ; cette fois, Constantin, devenu seul empereur, envoya une ambassade rencontrer les Rus’ sur le Danube et négocier une entente qui devait se révéler moins favorable à ces derniers que celle de 911.
Sur le plan intérieur, Romain Lécapène, à la suite de la désastreuse famine de 928, adopta une politique visant à aider les petits propriétaires terriens qui avaient dû mettre leurs terres en gage, politique perpétuée par Constantin VII. De plus, Romain Lécapène parvint à rétablir la paix religieuse à la fois en réconciliant les partisans de l’ancien patriarche Euthyme et ceux de Nicolas le Mystique, ainsi qu’en rétablissant les relations avec Rome, rompues depuis la dispense accordée à Léon VI par le pape Serge III concernant son quatrième mariage,,.

## Romain II (959-963)

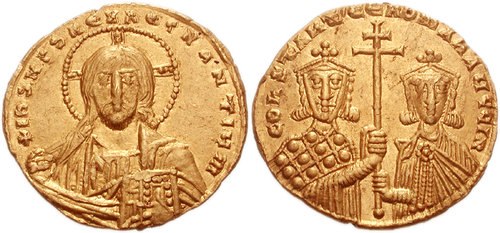
Solidus d’or montrant le Christ au recto et les coempereurs Constantin VII et Romain II au verso.

Porphyrogénète et couronné coempereur en 945, Romain II recueillit sans difficulté l’héritage de son père. De caractère frivole, il laissa le pouvoir à ses conseillers qu’il sut cependant choisir avec discernement. L’administration générale échut au patrice et parakikomène Joseph Bringas.
Sur le plan militaire, Romain qui semble avoir voulu intensifier la lutte contre les Arabes divisa le commandement des armées entre deux habiles généraux, les frères Léon et Nicéphore Phocas. Dès novembre 959, Nicéphore à la tête d’une imposante flotte se dirigea vers la Crête où il réussit en 961 à s’emparer de la capitale al-Handak (aujourd’hui Héraklion), à capturer l’émir et à prendre possession des trésors amassés pendant un siècle de piraterie. L’île reconquise fut convertie en un « thème »,.
Pendant ce temps, le général Léon Phocas, fut envoyé contre l'émir de Mossoul, Ali Sayf al-Dawla qui, en 944, s'était emparé d'Alep. En novembre 960, Léon Phocas parvint à décimer l'armée arabe en l'attirant dans un défilé rocheux et en la faisant écraser sous les rochers.
Après une réception triomphale à Constantinople, Nicéphore prit le chemin de l’Asie en 962 pour lutter contre l’émir de Mosul, Ali Sayf al-Dawla. Celui-ci s’était emparé d’Alep en 944 ; après un siège difficile, Nicéphore qui avait entre-temps repris plusieurs villes de Cilicie et d’Alep en décembre 962, détruisant le principal obstacle s’opposant à une plus grande pénétration en Asie,,.
À son retour, il devait apprendre la mort du jeune empereur des suites d’épuisement physique à la chasse, décès que la rumeur publique ne tarda pas à attribuer à un empoisonnement de la main de son épouse Théophano.

## Nicéphore II (963-969)

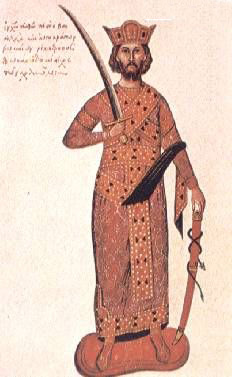
Nicéphore II Phocas d’après un manuscrit du Moyen Âge.

Théophano avait donné deux enfants à Romain II, couronnés coempereurs pratiquement à leur naissance: Basile alors âgé de 5 ou 6 ans et Constantin, trois ans plus jeune. Il avait été décidé du vivant de Romain, qu’en cas de décès Théophano deviendrait régente, que Bringas continuerait à diriger le gouvernement et Phocas les armées. Toutefois, Bringas détestait Phocas et voulut susciter contre lui des opposants dans la personne de deux autres excellents généraux, Jean Tzimiskès et Romain Courcouas qui révélèrent le tout à Nicéphore. Celui-ci fut immédiatement proclamé empereur par ses troupes et marcha sur Constantinople qui lui ouvrit ses portes à la faveur d’une révolution populaire contre Bringas. Le 16 août 963, Nicéphore faisait son entrée dans la ville, était couronné par le patriarche et, le 20 septembre, épousait Théophano. Usurpateur à la suite d’un coup d’État militaire, Nicéphore devenait par son mariage basileus de plein droit, quoique théoriquement simplement associé au trône des deux héritiers légitimes,.
Militaire dans l’âme, Nicéphore II représentait, contrairement à Romain Lécapène, les grands propriétaires fonciers d’Asie Mineure. Revenant sur les lois sociales de Romain Lécapène qui privilégiaient les petits paysans, il accorda aux puissants le droit de préemption sur les grandes propriétés tombées en déshérence,. Toutefois, suivant l’exemple de son prédécesseur, il tenta d’endiguer le développement de la grande propriété ecclésiastique, non seulement parce qu’un mouvement portait de plus en plus de jeunes hommes à prendre l’habit monastique pour échapper au recrutement militaire, mais aussi parce que l’attribution de plus en plus grande de terres au profit de ces monastères non seulement privait l’État de revenus considérables, mais qu’un manque de terres arables commençait à se faire sentir,.
Nicéphore était également profondément mystique : pour lui la guerre contre l’Islam était une mission sacrée. Son règne fut la continuation des campagnes qu’il avait menées sous Romain II et marqua une période particulièrement glorieuse de conquêtes. Les deux premières années furent consacrées à la conquête de la Cilicie et de Chypre. Par la suite, il se tourna vers la Syrie et en 968 et 969 s’empara d’Antioche depuis trois siècles aux mains des musulmans ; l’émir d’Alep devint un vassal de Byzance.
Il fut moins heureux en Occident. Couronné empereur un an avant la prise du pouvoir par Nicéphore, Othon Ier envoya en 968 une ambassade conduite par l’évêque de Crémone, Liutpold, pour proposer un arrangement matrimonial entre le fils d’Othon et une sœur de l’un des coempereurs dont la dot aurait été les possessions byzantines d’Italie ; reçu froidement, il se fit répondre que son maître n’était ni empereur, ni romain, mais un simple roi barbare. Les relations avec la Bulgarie restèrent également tendues. Une ambassade bulgare venue en 965 réclamer le tribut habituel se vit renvoyée les mains vides. Tout à ses plans en Orient, Nicéphore demanda au prince rus’ Svjatoslav de s’occuper des Bulgares ce que celui-ci se hâta de faire, capturant en 969 le nouveau tsar Boris II. Réalisant qu’il avait remplacé un adversaire faible par un ennemi puissant, Nicéphore chercha dès lors à faire plutôt alliance avec les Bulgares contre Svjatoslav.
Toutefois ces campagnes coûtaient cher et l’empereur s’était aliéné presque toutes les sphères de la société en subordonnant leurs besoins aux impératifs militaires. Son épouse, Théophano, s’était pendant les campagnes de son époux amourachée de l’un des généraux de Nicéphore, son ancien camarade d’armes et neveu, Jean Tzimiscès : dans la nuit du 10 au 11 décembre, Nicéphore fut assassiné et Jean Tzimiscès, assuré du soutien de l’armée, monta sur le trône.

## JeanIerTzimiskès (969-976)

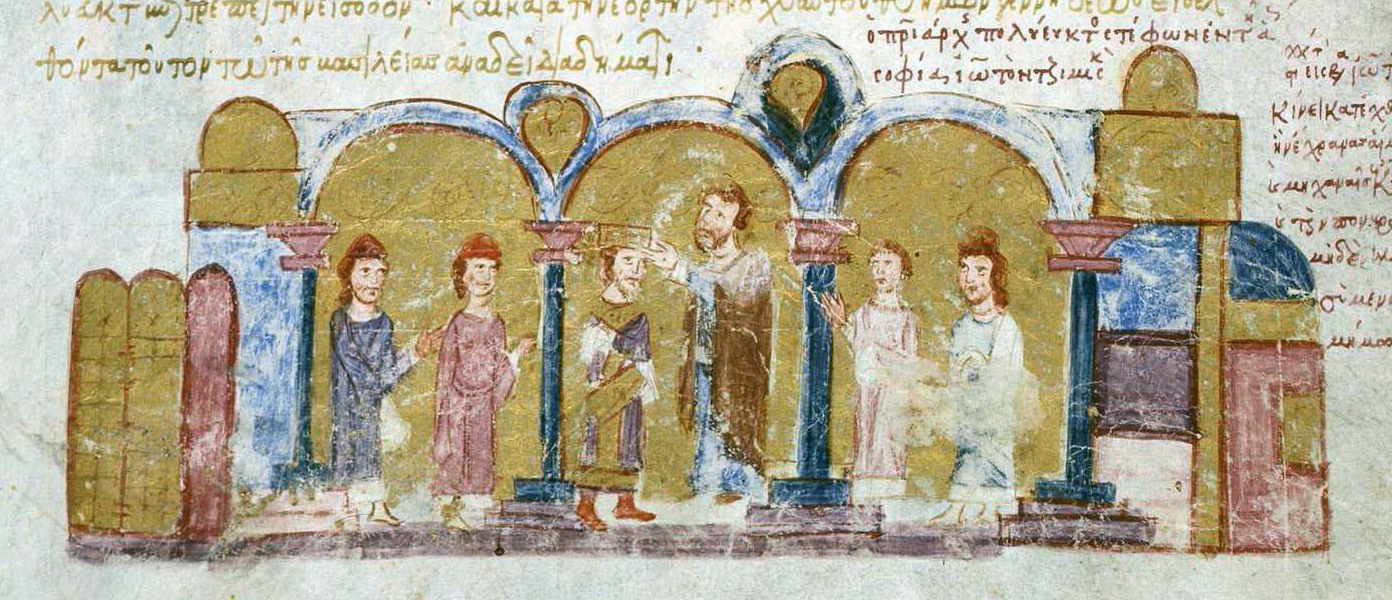
Le couronnement de Jean Ier (Manuscrit Madrid Skylitzès).

Théophano devait regretter cette passion. Alors que le nouvel empereur se rendait à Hagia Sophia pour y être couronné, le patriarche Polyeucte lui fit jurer qu’il n’était pour rien dans l'assassinat de Nicéphore II Phocas, et qu’il éloignera Théophano, laquelle fut effectivement exilée au monastère de l’île de Proti en 970 dont elle ne reviendra qu’à l’avènement de ses fils,. Et pour légitimer son arrivée sur le trône, il épousa en novembre 970 Théodora, sœur de Romain II et fille de Constantin VII, associant au trône les deux fils de Romain II, Basile II (960 – 1025) et Constantin VIII (962 – 1028) dont il se fit, comme Nicéphore avant lui, le défenseur,.
Après avoir résisté aux tentatives des Phocas pour reprendre le pouvoir et s’être concilié les faveurs du peuple, de l’Église et de l’armée, Jean Ier put se consacrer à la politique étrangère et continuer la politique d’expansion de son prédécesseur. Dans les Balkans, il réussit à s’emparer de la capitale bulgare, puis à mettre en fuite Svjatoslav réfugié à Silistrie (Silistra en Bulgarie). Ayant ramené prisonnier le tsar Boris à Constantinople, il annexa simplement le pays et abolit le patriarcat bulgare,,. Il régla la question des relations avec l’empire d’Occident en faisant épouser en 972 l’une de ses parentes, Théophano, à Othon II,,. Enfin, il continua la politique d’expansion de Nicéphore en Syrie. Après avoir pris Damas, il se dirigea vers la Terre sainte où il s’empara de Césarée, le principal point d’appui des Arabes d’Afrique. Mais même si Jérusalem était à portée, l’empereur préféra ne pas pousser plus loin vu les frais qu’occasionnait une telle guerre et décida de rentrer à Constantinople,,.
Dès son retour toutefois, il devait s’éteindre après un court règne de six ans, frappé vraisemblablement par le typhus. Il restait à Basile II de terminer l’ère des grandes conquêtes.

## Basile II (960-1025)

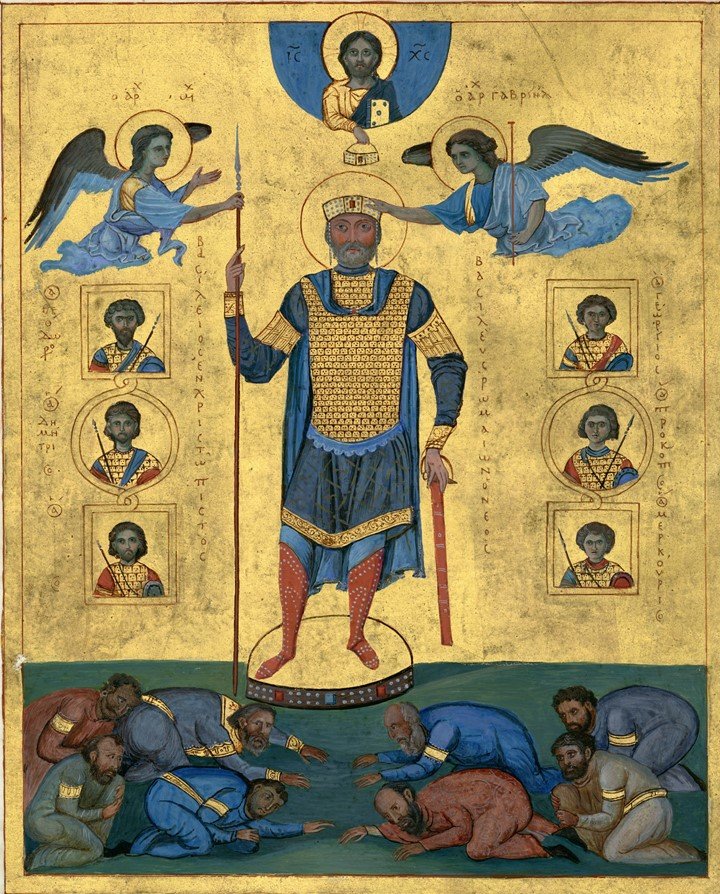
Basile II, miniature d’un psautier (Venise, Marciana gr. 17, fol. 1r).

Jean Ier étant mort sans enfant, le trône revenait aux deux jeunes empereurs nés de Romain II et de Théophano sous la tutelle du parakikomène Basile Lécapène, leur grand-oncle, lequel partageait le pouvoir avec Bardas Skléros à la tête de l’armée. Basile était alors âgé de 18 ans et Constantin de 16,.
En âge de régner, Basile dut toutefois faire face à treize ans de guerre civile avant de pouvoir établir son pouvoir. Une première révolte commença lorsque Bardas Skléros voulut enlever la tutelle des empereurs au parakikomène. Elle devait se terminer par la défaite de Skléros qui s’enfuit en pays arabe. Dans un deuxième temps, Basile qui commençait à s’intéresser aux affaires de l’État entra en conflit avec son tuteur lequel, pour contrer les interventions du jeune empereur, s’allia aux généraux Bardas Phocas et Léon Mélissénos. Conscient du danger, Basile prit les devants, fit enfermer le parakikomène dans un monastère, retira la dignité de domestique des Scholes à Bardas Phocas, mais pardonna à Léon Melissénos. Après une courte trêve, la guerre civile devait reprendre, Bardas Phocas s’étant allié à son ancien ennemi, Bardas Skléros. Pour en venir à bout, Basile requit l’aide du grand prince rus’ Vladimir qui épousa la sœur de Basile et lui envoya 6 000 hommes pour venir à bout de l’armée de Bardas,,. À partir de ce moment, Basile put gouverner seul, son frère Constantin ne s’occupant guère des choses de l’État.
Il était maintenant convaincu de la nécessité de mettre au pas les grands propriétaires terriens d’Asie Mineure d’où était partie la révolte. En janvier 996, il édictait une novelle qui abolissait l’acquisition illégale des biens des pauvres et forçait les grands à remettre à leurs propriétaires initiaux les terres acquises depuis la première loi de Romain Lécapène, y compris celles acquises par l’Église. En même temps, il remettait en place l’allelengyon qui obligeait les puissants d’une circonscription (et non plus les communautés villageoises) à répondre des pauvres incapables de payer leurs impôts,,.
Soucieux d’assurer la prospérité de l’empire (il devait laisser à sa mort 200 000 livres d’or dans les coffres publics), Basile devait lui donner la plus grande extension géographique d’un seul tenant qu’il eût connue depuis Justinien : Balkans, Asie Mineure, Syrie septentrionale, Mésopotamie, Arménie, Transcaucasie, côte de l’Adriatique et Italie méridionale.
De 1001 à 1014, il ne cessa de mener campagne contre les Bulgares, campagnes qui se terminèrent avec la bataille de Kleidon où il captura 14 000 soldats bulgares, les aveuglant tous sauf un par centaine auquel il laissa un œil pour guider leurs camarades dans leur retour vers la capitale où, dit-on, le tsar Samuel mourut de crise cardiaque en les voyant,,.
Pour y parvenir, Basile avait dû en 999 suspendre les opérations contre les Fatimides et signer une trêve de dix ans avec le calife Al-Hakim. L’année suivante, il apprit l'assassinat de David III d'Ibérie, le roi de Haute-Géorgie, lequel ayant apporté son aide à Bardas Phocas le Jeune s'était engagé pour éviter de perdre son royaume à le céder à sa mort à l'empire. Après avoir pris possession de presque tout le royaume, Basile dirigea ses efforts en 1021-1022 contre la Géorgie voisine où le roi des Abasges, Giorgi, voulait récupérer certains territoires de David III, son père adoptif. Après une bataille indécise dans la plaine de Basian, Giorgi s’enfuit vers l’Abkhazie, poursuivi par Basile jusque dans la région de Triflis où aucun autre empereur ne s’était aventuré depuis Héraclius. Il hiverna à Trébizonde où il reçut la soumission du roi de la Grande Arménie qui promit de léguer son territoire à l’empire après sa mort. Le roi du Vazpourakan (sud du lac Van), incapable de résister aux Turcs seldjoukides qui menaçaient déjà la région, lui céda de son vivant ses territoires en échange du titre de magistros. Giorgi lui-même fit sa soumission, abandonnant à Basile les territoires qu’il revendiquait,.
Entre les années 1001 et 1025, alors que Basile était occupé en Bulgarie et en Orient, les possessions byzantines en Italie et sur la côte dalmate étaient menacées par la reprise des incursions arabes, la révolte des Lombards alliés aux Normands et l’agression de l’empereur Henri II. Dans un premier temps, Basile fit alliance avec Venise encore théoriquement sous suzeraineté byzantine. En 998 il avait autorisé le doge Pietro Orseolo à défendre les villes du thème de Dalmatie. L’expédition de celui-ci en 1001 fut un véritable succès en même temps que la source des prétentions ultérieures de Venise sur la côte dalmate. En 1004, Venise envoya une flotte secourir Bari, capitale du thème byzantin d’Italie, assiégée par les Arabes. Cinq ans plus tard devait éclater dans la même ville une révolte conduite par deux frères de l’aristocratie lombarde, Melès et son beau-frère Datto, qui en chassèrent la garnison byzantine et requirent l’aide d’auxiliaires normands qui arrivèrent bientôt en grand nombre. Ce n’est qu’en 1018 que les armées byzantines purent mettre fin à la révolte, rétablissant l’autorité byzantine en Apulie, en Dalmatie et en Croatie,.
Après son retour d’Arménie, Basile songeait à aller rejoindre les armées d’Italie pour mener campagne en Sicile, point de départ des incursions arabes, lorsqu’il fut terrassé par un mal subi et expira le 15 décembre 1025,.

## Constantin VIII (1025-1028)

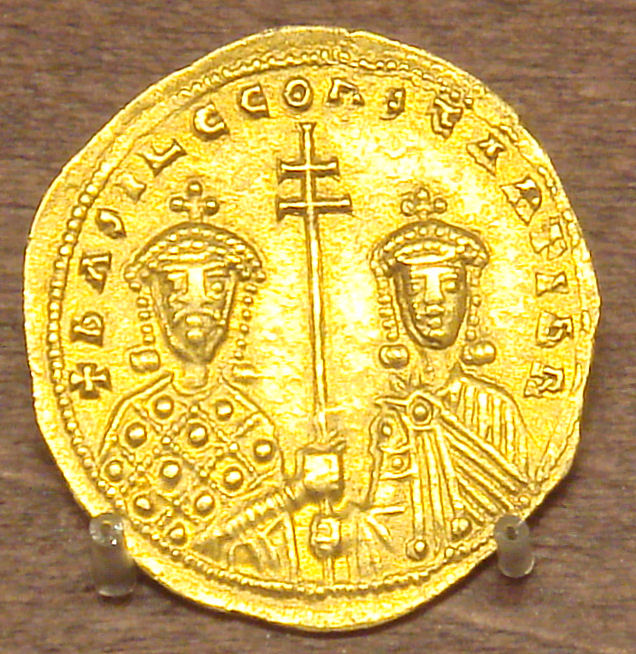
Histamenon montrant Basile II et Constantin VIII.

À la mort de Basile qui ne s’était jamais marié et n’avait pas d’héritier, son frère, Constantin VIII, coempereur durant les soixante-trois dernières années, devint seul empereur. Veuf et âgé de soixante-cinq ans, il s’était toujours contenté de jouir des privilèges dus à son rang, sans manifester d’intérêt pour les affaires de l’État qu’elles soient civiles ou militaires. Son attitude ne changea guère durant les trois ans de son règne qui marqua le début de ce qu’Ostrogorsky a appelé « Le régime de la noblesse civile ».
Souffrant de goutte et ayant de la difficulté à marcher, il puisa abondamment dans le Trésor laissé par son frère en faveur de ses favoris, se méfia des généraux de son frère dont il fit aveugler plusieurs incluant le duc de Vaspurakan, et des membres éminents des familles Burtzes, Phocas et Skléros. Il remplaça les principaux hauts fonctionnaires de l’administration et officiers de l’armée par des eunuques du Palais sans aucune compétence dans ces domaines (le poste de parakikomène et domestique des Scholes échut à son valet, l’eunuque Nicolas ; un fonctionnaire subalterne du palais devint chef de la police, etc.). Cédant aux pressions des grands propriétaires terriens d’Anatolie, il supprima les réformes de ses prédécesseurs en faveur des paysans : rapidement ces grands propriétaires reprirent les terres, laissant les paysans se débrouiller avec une décennie de sécheresse et d’invasion de locustes comme au VIe siècle.
Ce n’est qu’à l’article de sa mort qu’il se soucia du problème de sa succession. De sa femme, Hélène Alypios, Constantin VIII avait eu trois filles. L’aînée, Eudoxie, ayant souffert de petite vérole dans son enfance s’était réfugiée dans un couvent ; les deux cadettes, Zoé et Théodora, n’étaient pas encore mariées. Les fonctionnaires du Palais se partageaient entre deux membres de la noblesse, Constantin Delassenos dont la maison avait toujours été fidèle à la dynastie macédonienne et le préfet de la Ville, Romain Argyre. Cédant aux pressions de son entourage Constantin VIII se décida en faveur de Romain qui se vit offrir le choix d’être aveuglé ou de divorcer de son épouse et d’épouser Zoé. Romain Argyre fut marié à Zoé le 8 novembre, trois jours avant la mort de Constantin,.

## Romain III Argyre (1028-1034)

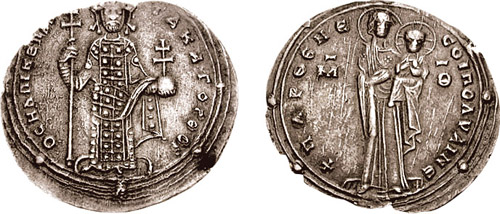
Miliaresion de Romain III.

Tout comme à la fin de la dynastie amorienne, la dynastie macédonienne ne devait subsister de 1028 à 1057 que grâce au régime des empereurs-époux ou adoptés. Mais alors qu’au Xe siècle ce rôle avait été tenu par des hommes de qualité exceptionnelle, ceux de la dynastie macédonienne s’avérèrent incapables de préserver l’héritage de Michel III et de Basile II.
Continuant la politique de son prédécesseur, Romain III laissa les grands propriétaires terriens exploiter la paysannerie rurale, bientôt réduite à un état de servitude. Ceci eut un effet désastreux sur le recrutement militaire. Les réductions de taxes consenties aux puissants, joint à une plus faible base de recrutement pour l’armée, contribuèrent à appauvrir l’État,.
Se sentant méprisé par l’armée et craignant un complot qui aurait vu le général Constantin Diogène épouser la porphyrogénète Théodora, Romain III décida de rehausser son prestige en se lançant dans une campagne militaire contre l’émir d’Alep, devenu pourtant client de Byzance. À peine arrivées en Syrie, ses troupes furent défaites par les Fatimides qui avaient entre-temps envahi le territoire et tué l’émir. Les troupes byzantines se débandèrent et l’honneur ne fut sauvé que par l’habileté du jeune stratège, Georges Maniachès, qui par ruse parvint à défaire les troupes fatimides venues assiéger Telouch à leur retour,.
Humilié, l’empereur retourna à Constantinople et, abandonnant l’espoir de devenir un grand général à l'instar de Trajan ou Hadrien, voulut imiter Justinien le bâtisseur et se consacra à la construction de somptueux édifices. Après avoir dépensé une fortune pour faire dorer les chapiteaux d’Hagia Sophia et de la Vierge des Blachernes, il entreprit la construction de l’énorme église de la Vierge Peribleptos sur la septième colline de Constantinople et du monastère attenant, si grand nous dit Psellos que l’on ne put trouver assez de moines pour l’occuper.
Ces rêves de grandeur lui avaient fait négliger l’épouse qui lui avait pourtant permis d’accéder au trône. Celle-ci s’était entretemps amourachée d’un jeune Paphlagonien introduit au palais par son frère, le très influent Jean l’Orphanotrope. Zoé fit étouffer son impérial époux alors qu’il était dans son bain le 11 avril 1034. Le soir même elle épousait son jeune amant qui monta sur le trône sous le nom de Michel IV,.

## Michel IV (1034-1041)

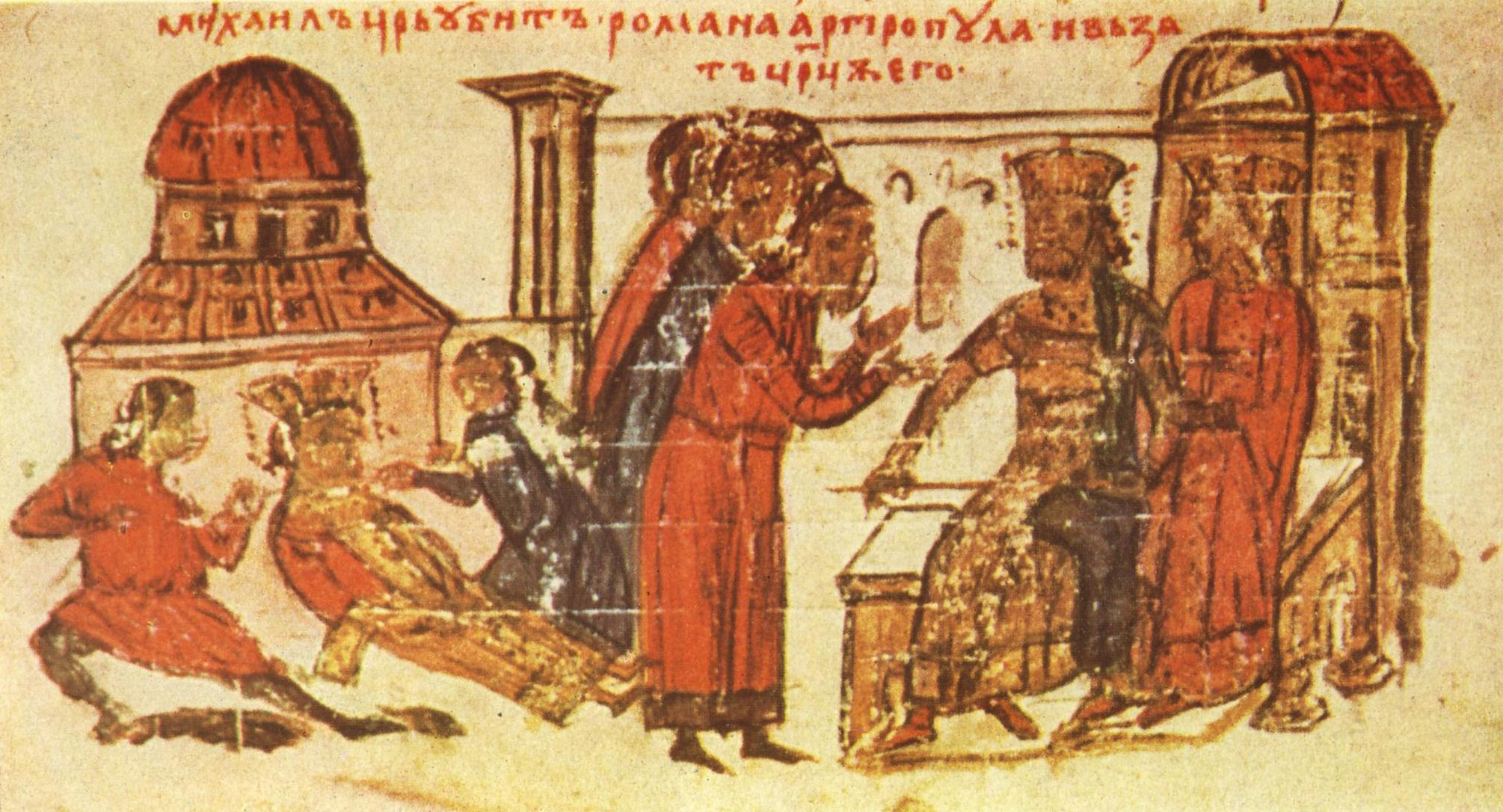
Assassinat de Romain III Argyre, sur l'ordre de Michel IV (Chronique de Manassès, XIVe siècle, miniature no 67).

Devenu empereur Michel IV délaissa rapidement sa nouvelle épouse la confinant au gynécée du palais où son frère Jean la fit constamment surveiller,. Laissant à son frère Jean la gestion des finances publiques, il se consacra entièrement à la politique intérieure et extérieure de l'Empire,. Pour faire face aux dépenses militaires croissantes, ce dernier augmenta considérablement les impôts, heurtant souvent les traditions locales bien ancrées. Il devait en résulter de nombreuses révoltes notamment chez les Serbes et les Bulgares où Pierre Deljan prit la tête d'un mouvement visant à rétablir l'Empire bulgare, maintenant intégré à l'Empire byzantin.
Souffrant depuis sa jeunesse d'épilepsie, mal auquel s'ajoutèrent à la fin de sa vie des œdèmes généralisés, l'empereur n'entreprit pas moins une campagne contre les Bulgares qu'il devait mener avec succès,. Cette campagne eut raison de ses forces ; sentant que l’empereur allait s’éteindre et désirant garder le contrôle du gouvernement, Jean l’Orphanotrope convainquit Michel IV de demander à l'impératrice Zoé d'adopter l’un de ses neveux, également prénommé Michel et de proclamer celui-ci césar,.
Michel IV devait s'éteindre le 10 décembre 1041 après avoir abdiqué la couronne pour revêtir la robe de moine au monastère des Saints-Come-et-Damien et avoir refusé de voir l’impératrice Zoé qui le suppliait de la recevoir une dernière fois.

## Michel V (1041-1042)

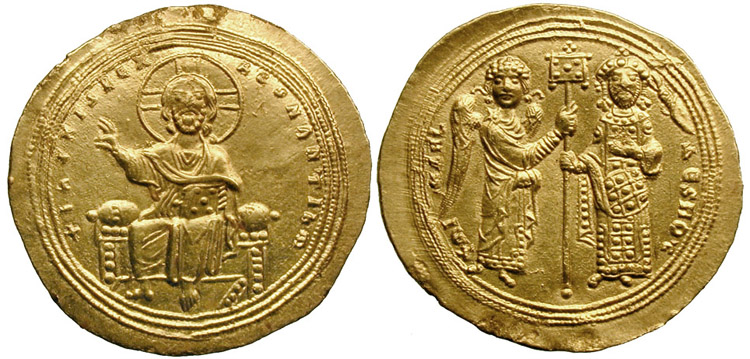
Histamenon de Michel V.

À la mort de Michel IV, le pouvoir revenait donc à l’impératrice Zoé, laquelle comme nièce de Basile II devait choisir le nouvel empereur. Trois jours après la mort de Michel IV et après que Michel se soit précipité à ses pieds avec ses frères, jurant que grâce à lui elle reprendrait le pouvoir qui était le sien et que pour sa part il ne ferait rien sans elle, l’impératrice se déclara en sa faveur ,. Effectivement, durant les premiers jours, voire les premières semaines, le scénario se déroula tel que prévu, Michel V affectant la plus grande soumission à l'égard de l'impératrice et la plus grande affection à l'endroit de son oncle Jean,,.
Or Michel V, neveu de Jean l’Orphanotrope était le fils de Marie, sœur de Michel IV, laquelle avait épousé un simple calfat du nom d'Étienne. Méprisé à cause de ses origines modestes, Michel V désirant être son propre maître, supprima les privilèges de l'aristocratie de la cour et voulut procéder à une profonde réforme de l'administration. Changeant d’attitude à l'endroit de ses deux bienfaiteurs, il les fit exiler sur les conseils de son oncle Constantin qui avait remplacé son frère Jean l’Orphanotrophe comme principal conseiller. Mais si l'exil de Jean l'Orphanotrophe, détesté pour le fardeau fiscal imposé au peuple, ne provoqua aucune réaction, celui de l'impératrice Zoé, dernière survivante avec sa sœur Théodora de la dynastie macédonienne, provoqua une révolution. Michel et son oncle Constantin durent fuir Constantinople pour chercher refuge au monastère du Stoudion où, rattrapés par la foule, ils eurent les yeux crevés et furent enfermés dans deux monastères différents le 21 avril 1042.

## Zoé et Théodora (1042)

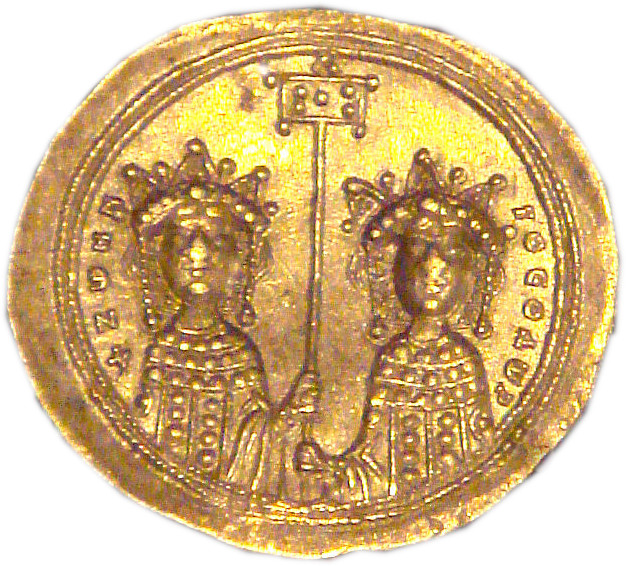
Histamenon de Zoé et Théodora.

Au cours de cette révolution, la foule s’était d’abord dirigée vers le couvent de Petrion où se trouvait toujours la deuxième survivante de la dynastie, Théodora. D'abord hésitante, celle-ci fut conduite à la cathédrale Sainte-Sophie pour y être proclamée impératrice par le patriarche,.
Pour la première fois, l'Empire byzantin avait deux impératrices, l'une au Grand Palais, l'autre à Sainte-Sophie. Le Sénat devait décider s'il fallait choisir Zoé qui, comme aînée, aurait dû avoir la priorité, ou Théodora comme libératrice de la tyrannie. Zoé mit fin à l'indécision des sénateurs en appelant sa sœur auprès d'elle et en l'invitant à régner conjointement à titre d'« autocratores », Théodora étant toutefois « soumise » à sa sœur et son trône placé quelque peu en arrière de son aînée dans les cérémonies officielles,.
Durant les quelques semaines pendant lesquelles elles régnèrent de concert, les deux sœurs prirent de sages décisions, notamment en révoquant les favoris de Michel V et en abolissant dans les faits la vénalité des charges. Toutefois si Théodora qui avait vécu au couvent toute sa vie était réfractaire au mariage, Zoé n’hésita pas en dépit de ses soixante-quatre ans à convoler en troisièmes noces. Son choix se porta sur l’un de ses anciens amants, Constantin Monomaque qui, tombé en disgrâce sous Michel IV, se trouvait en exil à Mélitène. Après avoir fait ratifier son choix par le Sénat, Zoé le fit rappeler d'exil,. L'Église n’acceptant pas sans dispense les troisièmes mariages, le patriarche Alexis Studite n'imposa pas lui-même les mains aux deux époux pendant la cérémonie du mariage le 11 juin 1042. Cependant, le lendemain il procédait sans difficulté à la cérémonie du couronnement, Constantin devenant Constantin IX,.

## Constantin IX (1042-1055)

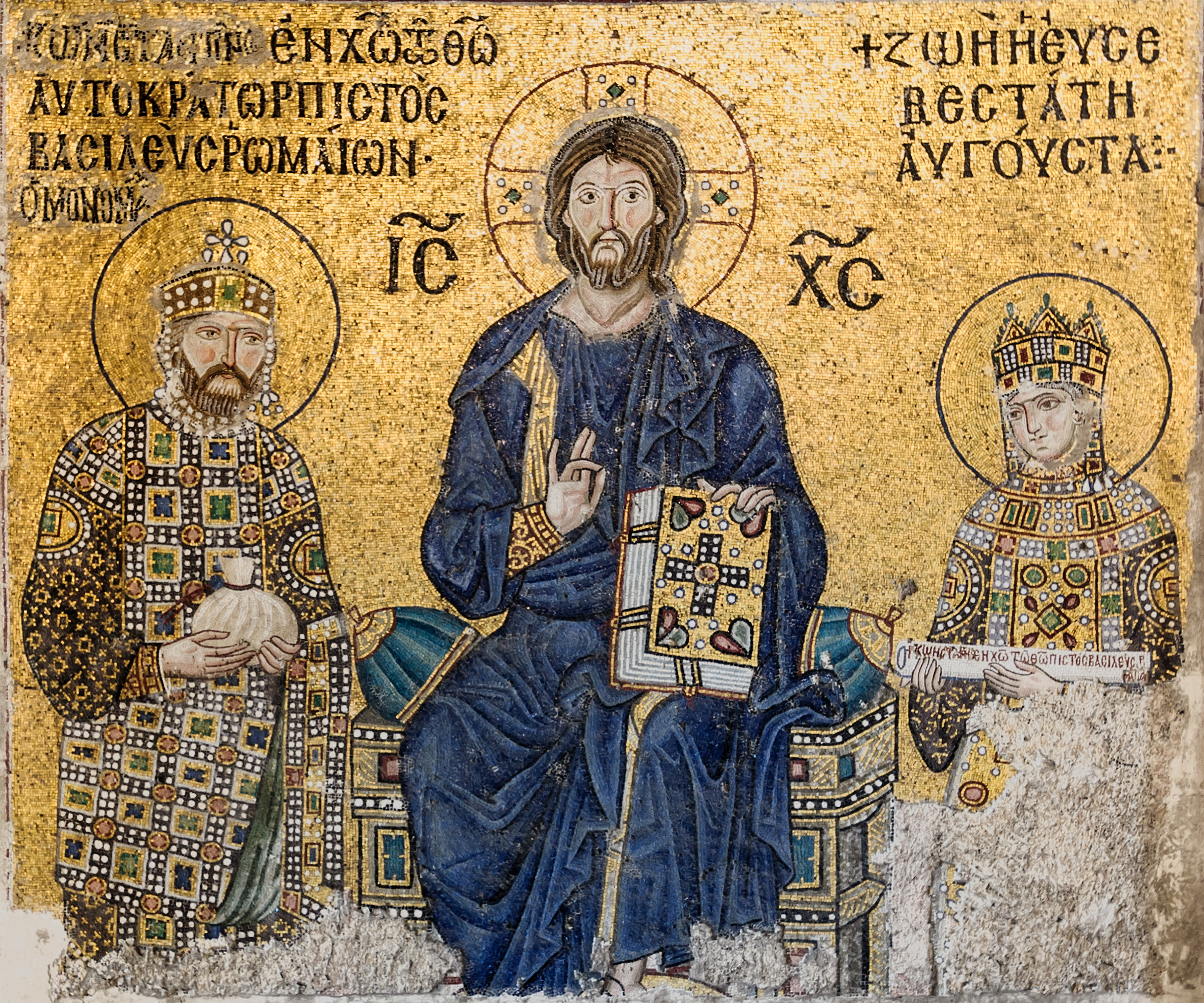
Le Christ entre Constantin IX et Zoé (Mosaïque de Hagia Sophia).

Jusqu’à sa mort en 1050, Zoé régnera aux côtés de son époux, lequel du reste installa après quelque temps Maria Sklérina, sa maîtresse, au Palais, apparaissant dans les solennités avec l'impératrice Zoé à sa droite et sa maîtresse à sa gauche, à la grande indignation de la population,. Si, comme l’impératrice Zoé, il dilapida sans compter le trésor public, il gouverna, du moins dans les premières années, avec l’aide de lettrés compétents pour échapper à l’influence des eunuques du Palais d’une part, aux chefs de l’aristocratie militaire d’autre part. De même, il réorganisa l’ « Université de la Magnaure » fondée par le César Bardas vers 860 et destinée à devenir une pépinière d’hommes d’État et d’administrateurs,.
Souffrant de goutte et ne quittant pratiquement jamais le Grand Palais, l’empereur et les lettrés qui l’entouraient ne portèrent que peu d’intérêt à l’armée. Pour se ménager de nouvelles ressources, le gouvernement réduisit les effectifs, transforma les soldats-paysans en contribuables et affaiblit le régime militaire des thèmes en donnant de plus en plus d’importance aux préteurs civils au détriment des stratèges militaires ; on dut ainsi compenser la réduction des effectifs indigènes en faisant appel à des mercenaires,. La conséquence fut que ce gouvernement civil ne put faire face aux nouveaux ennemis qui menaçaient ses frontières : les Turcs seldjoukides qui en Orient prennent la place des Arabes, les Petchenègues, les Ouz et les Coumans qui remplaçaient les Rus’ et les Bulgares sur le Danube et les Normands qui s’installaient en Italie prenant la place des Lombards. Sous son règne commence ainsi la liquidation des politiques de conquêtes des premiers empereurs de la dynastie,.
Enfin, la dernière année du règne de Constantin IX devait être celle de la séparation presque définitive des Églises d’Orient et d’Occident lorsque, le 16 juillet 1054, le cardinal Humbert de Moyenmoutier déposa sur le maître-autel de Sainte-Sophie une bulle excommuniant le patriarche Michel Ier Cérulaire et ses proches collaborateurs, excommunication qui fut suivie de celle du cardinal et de ses assistants par le patriarche,,.
Mais à ce moment l’empereur était trop malade pour pouvoir réagir avec vigueur. Il devait mourir début janvier de l’année suivante.

## Théodora (1055-1056)
Sans héritier, Constantin IX avait songé à nommer un prince bulgare, Nicéphore Proteuon, pour lui succéder. C'était sans compter sur la force de caractère de l'impératrice Théodora qui, contrairement à ses hésitations de 1042, se hâta de quitter son couvent et de faire voile vers Constantinople où elle arriva juste avant le décès de l'empereur. Septuagénaire, l'impératrice, d'excellente santé physique et toujours alerte d'esprit, prit fermement les rênes du gouvernement.
Sur le plan intérieur, son administration réussit à tenir en échec les abus de la noblesse. Mais elle se fit de nombreux ennemis en choisissant comme Premier ministre Léon Paraspondylos, homme compétent, mais dont le manque de charisme politique lui avait aliéné une bonne partie des hauts fonctionnaires de l'empire. Elle s'aliéna également le patriarche de Constantinople Michel Ier Cérulaire qui non seulement aurait voulu jouer un plus grand rôle dans les affaires de l'État, mais qui n'appréciait nullement qu'une femme s'ingère dans le processus de nomination des évêques, privilège réservé selon lui aux hommes. Enfin, le limogeage de généraux compétents comme Isaac Comnène affaiblit l’armée et devait avoir des conséquences tragiques.
Le court règne de Théodora eut aussi des conséquences désastreuses pour la politique étrangère de l'empire en Orient. Alors que la paix avec le Califat fatimide avait été au cœur de la politique des souverains précédents, Théodora cessa les envois de grain aux sujets syriens du calife, ce à quoi celui-ci répondit en interdisant l'entrée du Saint-Sépulcre aux pèlerins allant à Jérusalem et en rendant la vie difficile à ses habitants chrétiens. Par contre, en Occident, les relations avec la papauté se normalisèrent, le pape cherchant l’appui de Byzance contre les Normands. De même, un échange d'ambassades tenta de mettre sur pied une alliance entre le Saint-Empire romain d'Henri III et l'Empire romain d'Orient.
Toujours célibataire, Théodora refusa de suivre les pressants conseils du patriarche qui aurait voulu que celle-ci se marie en dépit de son âge avancé pour assurer la succession au trône. Vers la fin du mois d’août 1056, l’impératrice fut saisie de violentes douleurs laissant présager une fin prochaine. Ses conseillers, désireux d’éviter le retour au pouvoir de l’aristocratie militaire et de conserver leur pouvoir, lui suggérèrent un sénateur âgé, ancien intendant de la caisse militaire, Michel Bringas, dont Psellos dira « qu'il était capable moins de gouverner que d'être gouverné et conduit ». La souveraine acquiesça et l’adopta immédiatement en faisant de lui son successeur. Michel Bringas était connu sous le surnom de « stratiotikos », parce qu’il avait passé sa carrière dans la bureaucratie où il occupait le poste de « logothète » (ministre) des affaires financières de l’armée. Après que le patriarche eut fait confirmer le choix par l’impératrice à l’agonie, Michel fut couronné quelques heures à peine avant que ne s’éteigne le 31 août 1056 la dernière représentante de cette dynastie macédonienne qui avait présidé aux destinées de l'empire pendant 189 ans.

## Michel VI (1056-1057)

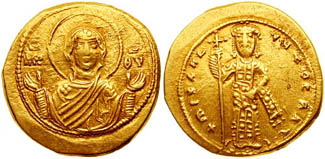
Tetarteron de Michel VI.

Le règne de vingt-trois mois de Michel VI constitua une transition pendant laquelle hauts fonctionnaires, militaires, patriarche et population de Constantinople lutteront pour le pouvoir.
Selon Anthony Kaldellis, le règne de Michel VI Bringas fut similaire en tous points à celui de Théodora, mais « au lieu d’une impératrice gouvernant à travers ses eunuques, ce sont les eunuques qui régnèrent à travers un faible empereur ». Ne pouvant assurer sa légitimité ni par sa naissance ni par une brillante carrière, le nouvel empereur tenta tout d’abord de s’assurer l’appui de la haute fonction publique en distribuant avec largesse les dignités, promouvant les fonctionnaires sans égard à la qualité de leurs services avec des conséquences non négligeables sur le Trésor public.
Michel n’avait pas sitôt été proclamé empereur qu’il dut faire face à la révolte du proèdre Théodose, cousin germain de l'empereur Constantin IX qui considérait que le trône aurait dû lui revenir. La révolte tourna court à la confusion de Théodose, mais effrayé par cet incident, Michel VI se livra à une nouvelle ronde de promotions, en particulier au sénat.
Cette politique ne fit pas que des heureux, car elle ne profitait qu’aux proches de l’empereur. L’élite militaire pour sa part éprouvait de plus en plus de ressentiment à l’endroit du régime des eunuques et de l’élite bureaucratique parmi lesquels l’empereur choisissait les nouveaux hauts gradés militaires malgré leur manque d’expérience, ce à quoi s’ajoutait probablement le fait qu’alors qu’il était logothète des armées sous Constantin IX, le nouvel empereur les avait payés avec une monnaie dévaluée. Ulcérée, une délégation d’officiers présidée par Isaac Comnène relevé trois ans plus tôt de ses fonctions de stratopédarque d'Orient se rendit au Palais à Pâques 1057, au moment où l’empereur distribuait les sommes d'argent correspondant au rang des hauts fonctionnaires civils et militaires. Éconduits, les officiers décidèrent de renverser Michel VI. Le 8 juin 1057, Isaac Comnène était proclamé empereur à Gomaria en Paphlagonie et, à la tête des rebelles, se dirigea vers Constantinople. Michel VI tenta de parlementer, mais une émeute éclata à Constantinople où le patriarche feignit d’accepter sous la contrainte la proclamation d’Isaac, conseillant à Michel VI d’abdiquer et de se faire moine. Le dernier membre par adoption de la dynastie macédonienne termina ainsi ses jours dans la solitude et l’oubli d’un monastère.
Quant à Isaac Comnène, il fut couronné empereur le 1er septembre 1057 par le patriarche à Sainte-Sophie. Ce fut le début d’une lutte acharnée entre le gouvernement civil du Palais et les chefs d’armée portés au pouvoir pour le perdre presque aussitôt jusqu’à ce que, en 1081, Alexis Comnène n’assure la victoire définitive de l’aristocratie militaire et la consolidation de la dynastie des Comnènes.

## Tableau récapitulatif
La lettre « U » devant le nom d’un empereur indique que celui-ci règne par usurpation ; la lettre « M » par mariage ; la lettre « A » par adoption.
- 867-886 : (U) Basile Ier le Macédonien (Βασίλειος Α') (811 † 886),
  - 869-879 : Constantin (855 † 879), associé, fils de Basile Ier,
  - 870-886 : Léon VI (866 † 912), associé, fils de Basile Ier,
  - 879-886 : Alexandre III, associé, fils de Basile Ier,
- 886-912 : Léon VI le Sage (Λέων ΣΤ' ο Σοφός) (866 † 912),
  - 886-912 : Alexandre III, associé,
- 912-913 : Alexandre III (Αλέξανδρος Γ' του Βυζαντίου) (870 † 913),
- 913-919 : Constantin VII Porphyrogénète (né dans la pourpre) (Κωνσταντίνος Ζ' ο Πορφυρογέννητος) (905 † 959), fils de Léon VI,
- 919-944 : (U) Romain Ier Lécapène (Ρωμανός Α' ο Λεκαπηνός), associé (870 † 948), beau-père de Constantin VII,
  - 919-945 : Constantin VII, associé,
  - 921-931 : Christophe Lécapène, associé († 931), fils de Romain Ier,
  - 924-945 : Étienne Lécapène, associé (910 † 963), fils de Romain Ier,
  - 924-945 : Constantin Lécapène, associé (912 † 946), fils de Romain Ier,
- 945-959 : Constantin VII Porphyrogénète,
- 959-963 : Romain II Porphyrogénète (Ρωμανός Β' ο Πορφυρογέννητος) (939 † 963), fils de Constantin VII,
- 963-969 : (U) Nicéphore II Phocas (Νικηφόρος Β' Φωκάς ή Νικηφόρος Β' ο Φωκάς) (912 † 969), second époux de Théophano Anastaso, veuve de Romain II,
- 969-976 : (U) Jean Ier Tzimiskès (Ιωάννης Α' Κουρκούας ο Τσιμισκής) (925 † 976), beau-frère de Romain II,
  - 970-1025 : Basile II, associé, fils de Romain II,
  - 970-1025 : Constantin VIII, associé, fils de Romain II,
- 976-1025 : Basile II Bulgaroctone (Βασίλειος Β' ο Βουλγαροκτόνος) (958 † 1025),
  - 976-1025 : Constantin VIII, associé, frère du précédent,
- 1025-1028 : Constantin VIII Porphyrogénète (Κωνσταντίνος Η') (960 † 1028),
- 1028-1050 : Zoé Porphyrogénète (Ζωή) (978 † 1050), fille du précédent,
  - 1028-1034 : (M) Romain III Argyre (Ρωμανός Γ' ο Αργυρός) (968 † 1034), premier mari de Zoé,
  - 1034-1041 : (M) Michel IV le Paphlagonien (Μιχαήλ Δ' ο Παφλαγών) (1010 † 1041), second mari de Zoé,
  - 1041-1042 : (A) Michel V le Calfat (Μιχαήλ Ε' ο Καλαφάτης) (1015 † 1042), neveu de Michel IV,
  - 1042-1050 : (M) Constantin IX Monomaque, troisième mari de Zoé,
- 1050-1055 : Constantin IX Monomaque (Κωνσταντίνος Θ' ο Μονομάχος) (1000 † 1055),
- 1055-1056 : Théodora Porphyrogénète (Θεοδώρα) (980 † 1056), fille de Constantin VIII, sœur de Zoé,
- 1056-1057 : (A) Michel VI Stratiotique (Μιχαήλ ΣΤ' ο Στρατιωτικός), fils adoptif de la précédente.

## Généalogie
```
Basile 
I
er
 le Macédonien (811 † 886)
x 1) Marie
x 2) 
Eudocie Ingérina
 (840 † 882)
│
├─1> 
Constantin
 († 879), coempereur
│
├─2> 
Léon 
VI
 le Sage (866 † 912) 
parenté incertaine

│    x 1) 
Théophanô Martinakia
 († 897)
│    x 2) 
Zoé Tzaoutzina
 († 899)
│    x 3) 
Eudocie Baïana
 († 901)
│    x 4) 
Zoé Carbonopsina
 († ap.919)
│    │
│    └─4> 
Constantin 
VII
 Porphyrogénète (905 † 959)
│         x 
Hélène Lécapène
 (910 † 961)
│         │
│         ├─> 
Romain 
II
 (937 † 963)
│         │   x 1) Berthe Eudocie († 949), fille illégitime d'
Hugues d'Arles

│         │   x 2) 
Théophano Anastaso
 (941 † ap.978)
│         │   │
│         │   ├─2> 
Basile 
II
 le Bulgaroctone (958 † 1025)
│         │   │
│         │   ├─2> 
Constantin 
VIII
 (960 † 1028)
│         │   │    x 
Hélène

│         │   │    │
│         │   │    ├─> Eudocie Porphyrogénète (976 † ap.1030)
│         │   │    │
│         │   │    ├─> 
Zoé Porphyrogénète
 (978 † 1050)
│         │   │    │   x 1) 
Romain 
III
 Argyre (968 † 1034)
│         │   │    │   x 2) 
Michel 
IV
 le Paphlagonien (1010 † 1041)
│         │   │    │   x 3) 
Constantin 
IX
 Monomaque (1000/04 † 1055)
│         │   │    │
│         │   │    └─> 
Théodora Porphyrogénète
 (980 † 1056)
│         │   │
│         │   └─2> 
Anna Porphyrogénète
 (963 † 1011)
│         │        x 
Vladimir 
I
er
 le Grand, grand-prince de Novgorod puis de Kiev
│         │
│         └─> 
Théodora
 (937 † 963)
│             x 
Jean 
I
er
, empereur byzantin
│
├─2> 
Étienne 
I
er
 (867 † 893), patriarche de Constantinople, 
parenté incertaine

│
└─2> 
Alexandre
 (870 † 913)
```

### Sources primaires
- Michel Attaleiates. The History. Translated by Anthony Kaldellis & Dimitri Krallis. Cambridge (Mass), The Harvard University Press, 2012.  (ISBN 978-0-674-05799-9).
- Chronique des temps passés. [en ligne] https://books.google.fr/books?id=s5kEAAAAYAAJ&printsec=frontcover&dq=Chronique+des+temps+pass%C3%A9s+nestor&client=opera&source=gbs_book_other_versions_r&cad=5#v=onepage&q=&f=false [archive].
- Constantin Porphyrogénète. “De administrando imperio” (bilingue) », traduction Marc Szwajcer. Site de Philippe Remacle & alii. L'antiquité grecque et latine du Moyen Âge. [en ligne] http://remacle.org/bloodwolf/historiens/constantin/table.htm [archive] [archive].
- Constantin Porphyrogénète. “De administrando imperio” (bilingue) », traduction Marc Szwajcer. Site de Philippe Remacle & alii. L'antiquité grecque et latine du Moyen Âge. [en ligne] http://remacle.org/bloodwolf/historiens/constantin/table.htm.
- Constantin Porphyrogénète. Le livre des cérémonies. Textes français et grecs en parallèle. Trad. Albert Vogt. Paris, Les Belles Lettres, 1967. Tome I (livre 1 ; chapitres 1-46). Tome II (livre 1 ; chapitres 47-92).
- Constantin Porphyrogénète. Le livre des cérémonies. Commentaires par Albert Vogt. Paris, Les Belles Lettes, 1967. Tome I (livre 1; chapitres 1-46). Tome II (livre 1 ; chapitres 47-92).
- Léon le Diacre. Leonis Diaconi Caloensis Historiae libri decem et Liber de velitatione bellica Nicephori Augusti e recensione Caroli Benedicti Hasii, Addita eiusdem versione atque annotationibus ab ipso recognitis. Accedunt Theodosii Acroases De Creta capta e recensione Fr. Iacobsii et Luitprandi legatio cum aliis libellis qui Nicephori Phocae et Ioannis Tzimiscis historiam illustrant, édité par Charles Benoît Hase (Corpus Scriptorum Historiae Byzantinae, vol. 30), éd. Weber, Bonn, 1828.
- Jean Skylitzès, Empereurs de Constantinople, texte traduit par Bernard Flusin et annoté par Jean-Claude Cheynet, éditions P. Lethiellieux, 2003,  (ISBN 2-283-60459-1).
- Michel Psellos. Chronographie. Paris, Les Belles Lettres, 1967 [1926], 2 vol.
- Syméon Logothète (ou Métaphraste). Symeonis Magistri et Logothetae chronicon, éd. Stéphanus Wahlgren, CFHB 44/1, Walter de Gruyter 2006.
- Théophane continué. Theophanes continuatus, Joannes Cameniata, Symeon Magister, Georgius Monachus... ex recognitione Immanuelis Bekkeri, Bonn, 1838 (= Corpus scriptorum historiae byzantinae)- (contient la chronique de S. M., texte grec et trad. latine).
- Jean Zonaras, Histoire des Romains, Create Space, 2015.  (ISBN 978-1-5116-9256-4).

### Sources secondaires
- (en) Bournoutian, George (2002). A Concise History of the Armenian People. Mazda Publishers, 2002. (ISBN 978-1-568-59141-4).
- (fr) Bréhier, Louis. Vie et mort de Byzance. Paris, Albin Michel, 2969 [1946].
- (en) Chahin, Mack. The Kingdom of Armenia: A History. London, Routledge Curzon, 2001.  (ISBN 0-7007-1452-9).
- (fr) Cheynet, Jean-Claude, ed. Le Monde Byzantin: Tome II, L'Empire byzantin 641–1204. Paris, Presses Universitaires de France, 2006.  (ISBN 978-2-13-052007-8).
- (en) Fine, John V. A., Jr. The Early Medieval Balkans: A Critical Survey from the Sixth to the Late Twelfth Century. Ann Arbor, Michigan: University of Michigan Press, 1991 [1983].  (ISBN 0-472-08149-7).
- (en) Finlay, George. The Later Byzantine Empire. Merkaba Press, 2017. OCLC 1886829.
- Jules Gay, L'Italie méridionale et l'empire byzantin depuis l'avènement de Basile Ier jusqu'à la prise de Bari par les Normands (867-1071), Paris, Albert Fontemoing éditeur, coll. « Bibliothèque des Écoles françaises d'Athènes et de Rome no 90 », 1904, XXVI-637 p.
- (en) Gregory, Timothy E. A History of Byzantium, Malden, Massachusetts and West Sussex, United Kingdom, Wiley-Blackwell, 2010.  (ISBN 1-4051-8471-X).
- (en) Haldon, John. Warfare, State and Society in the Byzantine World, 565–1204. London, UCL Press, 1999.  (ISBN 1-85728-495-X).
- (en) Herrin, Judith. Byzantium, the Surprising Life of a Medieval Empire. Princeton, Princeton University Press, 2009.  (ISBN 978-0-691-14369-9).
- (en) Herrin, Judith. Women in Purple: Rulers of Medieval Byzantium. London, Phoenix Press, 2001.  (ISBN 1-84212-529-X).
- (en) Jenkins, Romilly. The Imperial Centuries (A.D. 610-1071). Weidenfeld & Nicolson, 1966.  (ISBN 978-1-299-74562-9).
- (en) Kaldellis, Anthony & Dimitris Krallis. Michael Attaleiates: The History, Cambridge University Press, 2012  (ISBN 978-0-674-05799-9).
- (fr) Kaplan, Michel. Pourquoi Byzance ? Un empire de onze siècles. Paris, Gallimard, 2016.  (ISBN 978-2-070-34100-9).
- (en) Kazhdan, Alexander, ed. The Oxford Dictionary of Byzantium. Oxford and New York, Oxford University Press, 1991.  (ISBN 0-19-504652-8).
- (fr) Laurent, J. L’Arménie entre Byzance et l’Islam, depuis la conquête arabe jusqu’en 866. Paris, 1919. [en ligne] https://archive.org/details/LaurentLarmEntreByzIslam.
- (en) Norwich, John Julius. Byzantium, The Apogee, Alfred Knopf, 1994.  (ISBN 978-0-394-53779-5).
- (en) Obolensky, Dimitri. The Byzantine Commonwealth: Eastern Europe, 500-1453. London, Cardinal, 1974 [1971]. ASIN : B005WY6PYO.
- (fr) Ostrogorsky, George. Histoire de l’Empire byzantin. Paris, Payot, 1983 [1956].  (ISBN 2-228-07061-0).
- (en) Runciman S. A. history of the First Bulgarian empire. London, G.Bell & Sons, 1930.
- (en) Runciman, Steven. Byzantine civilisation. Taylor & Francis, 1975.  (ISBN 978-0-416-70380-1).
- (fr) Settipani, Christian. Continuité des élites à Byzance durant les siècles obscurs : Les Princes caucasiens et l'Empire du VIe siècle au IXe siècle. Paris, De Broccard, 2006.  (ISBN 978-2-7018-0226-8).
- (en) Treadgold, Warren. The Byzantine Revival, 780–842. Stanford (California), Stanford University Press, 1988.  (ISBN 978-0-8047-1462-4).
- (en) Treadgold, Warren. The Middle Byzantine Historians. New York, Palgrave Macmillan, 2013.  (ISBN 978-1-137-28085-5).
- (en) Treadgold, Warren. A History of the Byzantine State and Society. Stanford, California, Stanford University Press, 1997.  (ISBN 0-8047-2630-2).
- (en) Vasiliev, A.A. History of the Byzantine Empire, 324-1453, vol. 1. Madison (Wisconsin), The University of Wisconsin Press, 1952.  (ISBN 978-0-299-80925-6).
- (en) Whittow, Mark. The Making of Byzantium, 600–1025, University of California Press, 1996.  (ISBN 0-520-20496-4).